# Pedro Simón Esteban
Pedro Simón Esteban (Madrid, 1971) es un periodista y escritor español.

## Biografía
Nació en Madrid. Durante años, ha trabajado como periodista para el diario El Mundo. Por su labor en ese periódico, ha sido galardonado con el premio Ortega y Gasset, el premio APM al Mejor Periodista del Año y el premio Rey de España de Periodismo, este último por un reportaje escrito por él sobre el proceso que hizo posible un trasplante de corazón a un bebé.
En 2006, publicó con La Esfera de los Libros su primer libro, La vida, un slalom, al que luego han seguido hasta 2021 otros cinco. Los ingratos, novela publicada en 2021, fue galardonada con el premio Primavera de Novela de ese año.

## Obra
Ha publicado ocho libros:
- La vida, un slalom (La Esfera de los Libros, 2006)
- Memorias del alzhéimer (La Esfera de los Libros, 2012)
- Siniestro total (Fronteras, 2015)
- Peligro de derrumbe (La Esfera de los Libros, 2016)
- Crónicas bárbaras (Kailas, 2019)
- Los ingratos (Espasa, 2021)
- Los incomprendidos  (Espasa, 2022)
- Los siguientes (Espasa, 2024)